# Resolutie 329 Veiligheidsraad Verenigde Naties
Resolutie 329 van de Veiligheidsraad van de Verenigde Naties was de tweede VN-Veiligheidsraadsresolutie die werd aangenomen op 10 maart 1973 en de vierde op rij over de kwestie-Zuid-Rhodesië. De resolutie werd unaniem goedgekeurd en riep de VN-lidstaten op Zambia economisch te steunen.

## Achtergrond
De VN hadden sancties uitgevaardigd tegen het illegale zelfverklaarde regime van Zuid-Rhodesië. Buurland Zambia besloot deze sancties ten uitvoer te brengen, maar schoot daar zelf economisch bij in.

## Inhoud
De Veiligheidsraad herinnerde aan resolutie 253 die dringende hulp aan Zambia vroeg. De Veiligheidsraad herinnerde verder aan de resoluties 277, 326 en 327, die een speciale missie naar Zambia stuurden.
De Raad had het rapport van de speciale missie in overweging genomen en de verklaring van Zambia aangehoord, en bevestigde dat de beslissing van Zambia om de handel via het zuiden (buurland Zuid-Rhodesië) weg te leiden de VN-sancties tegen het illegale regime in Zuid-Rhodesië versterkte. De Raad betuigde Zambia eer voor zijn beslissing. De Raad nam akte van de economische noden die uit het rapport van de speciale missie blijken.
Alle landen werden opgeroepen om Zambia technisch, financieel en materieel te steunen. De Verenigde Naties en de Gespecialiseerde organisatie van de Verenigde Naties werden opgeroepen om Zambia bij te staan in de in het rapport vermelde gebieden. Secretaris-generaal Kurt Waldheim werd gevraagd om samen met de VN-organisaties de steun te organiseren, zodat Zambia economisch onafhankelijk kon zijn van het illegale regime in Zuid-Rhodesië. De Economische en Sociale Raad van de Verenigde Naties werd gevraagd de economische steun aan Zambia geregeld te bekijken.

## Verwante resoluties
- Resolutie 327 Veiligheidsraad Verenigde Naties
- Resolutie 328 Veiligheidsraad Verenigde Naties
- Resolutie 333 Veiligheidsraad Verenigde Naties
- Resolutie 388 Veiligheidsraad Verenigde Naties

Lijst ·  325 ·  326 ·  327 ·  328 ·  329 ·  330 ·  331 ·  332 ·  333 ·  334 ·  335 ·  336 ·  337 ·  338 ·  339 ·  340 ·  341 ·  342 ·  343 ·  344